# Corrupção no Níger
Corrupção no Níger tem uma longa história desde a era pré-colonial e colonial, assim como no estado atual, sendo uma questão persistente no cenário político, econômico e social do país. A administração colonial fez má gestão dos fundos públicos, levando a ineficiências e desperdícios. Autoridades corruptas frequentemente não eram punidas, perpetuando uma cultura de corrupção.

## História

### Era pré-colonial
A corrupção existia de várias formas no Níger pré-colonial, com casos de desvio de verbas, nepotismo e suborno entre líderes tradicionais e comerciantes. Durante a era colonial, a corrupção era comum entre os oficiais coloniais franceses e colaboradores africanos.

### Era colonial (1920–1960)
O domínio colonial francês introduziu formas modernas de corrupção, incluindo clientelismo e exploração de recursos naturais. O governador-geral Jean Moulin (1937–1940) desviou fundos destinados a projetos de desenvolvimento, usando-os para construir sua mansão pessoal em Niamey. O coronel Paul Nougues (1940–1942) desviou fundos destinados ao exército para suas próprias contas, e empresas francesas como a Compagnie Française de l'Afrique Occidentale (CFAO) e a Société Minière de l'Air (SMA) extraíram recursos naturais do Níger (urânio, ouro, gado) com pouco benefício para a população local. A administração colonial francesa forçou os nigerinos a trabalharem em condições exploratórias em minas e plantações de algodão.
Funcionários franceses aceitavam subornos de empresas em troca de tratamento preferencial e contratos. Colaboradores africanos, como o chefe Amadou Djibo (décadas de 1930–1940), usaram suas posições para acumular riqueza e influência por meios corruptos.
Oficiais coloniais como o comandante Léon Riou (década de 1920) usaram coerção e intimidação para manter o controle sobre as populações locais. A administração colonial francesa impôs altos impostos, trabalho forçado e expropriação de terras aos nigerinos.
O "Escândalo das subsistências" (1935) viu oficiais franceses desviarem fundos destinados ao abastecimento alimentar, levando a uma fome generalizada entre a população local. O "Caso das minas de urânio" (década de 1940) envolveu empresas e autoridades francesas em conluio para explorar os recursos de urânio do Níger, ignorando preocupações de segurança e ambientais.

### Era pós-colonial (1960–1999)
Após a independência, a corrupção se tornou mais enraizada, com o presidente Hamani Diori e seu sucessor, Seyni Kountché, acusados de desvio de fundos e nepotismo. A corrupção no Níger pós-colonial era generalizada e profundamente enraizada. O presidente Hamani Diori (1960–1974) desviou milhões de dólares de fundos públicos, concedeu contratos lucrativos a aliados e familiares e acumulou grandes extensões de terras e propriedades.
O presidente Seyni Kountché (1974–1987) estabeleceu um regime repressivo marcado por abusos de direitos humanos, desviou fundos destinados a projetos de desenvolvimento e favoreceu aliados e familiares em negócios.
O presidente Ali Saibou (1987–1993) continuou as práticas corruptas de seus antecessores, geriu mal a economia do país e enfrentou acusações de desvio de verbas e nepotismo.
O presidente Mahamane Ousmane (1993–1996) falhou em combater a corrupção e o nepotismo, enfrentou acusações de desvio de verbas e abuso de poder, sendo deposto por um golpe militar.
O escândalo Uranium Gate envolveu o uso de fundos públicos para despesas pessoais, originalmente destinados ao desenvolvimento da indústria do urânio. O escândalo da Crise Alimentar envolveu autoridades e empresários que desviaram verbas destinadas à importação de alimentos, agravando uma grave fome. O escândalo do Programa Habitacional Nacional viu autoridades desviarem verbas de um projeto habitacional nacional, deixando milhares de nigerinos sem moradia.

### Regime militar (1999–1999)
O regime militar de Ibrahim Baré Maïnassara foi marcado por ampla corrupção, incluindo desvio de fundos e abusos de direitos humanos.
O regime, liderado pelo major Daouda Malam Wanké, foi marcado por desvio de fundos, com oficiais militares saqueando recursos públicos e enriquecendo a si mesmos e seus aliados.
O nepotismo também era comum, com Wanké favorecendo parentes e associados em negócios e nomeações governamentais. Oficiais militares usavam seus cargos para intimidar e explorar civis, extorquindo dinheiro e recursos. A corrupção e os abusos de direitos humanos não eram punidos, perpetuando uma cultura de impunidade. O escândalo Petromiangate viu oficiais militares desviarem verbas destinadas à importação de combustíveis, provocando escassez generalizada e aumentos de preços. O escândalo CFAO envolveu o desvio de fundos da empresa estatal CFAO, destinados ao desenvolvimento agrícola.
Os abusos de direitos humanos eram generalizados, com oficiais militares cometendo assassinatos extrajudiciais, tortura e prisões arbitrárias, frequentemente por ganhos pessoais. A corrupção e brutalidade do regime militar provocaram protestos em massa, levando à queda de Wanké em abril de 1999.

### Era democrática (1999–2009)
O retorno à democracia trouxe alguns esforços para combater a corrupção, mas ela permaneceu um problema significativo, com o presidente Mamadou Tandja acusado de desvio de verbas e fraude eleitoral. Mamadou Tandja e seus funcionários saquearam fundos públicos, desviando milhões de dólares destinados a projetos de desenvolvimento. Tandja favoreceu membros da família e associados próximos em negócios, nomeações governamentais e acesso a recursos do Estado.
Ele e seus funcionários usaram seus cargos para intimidar e explorar civis, reprimindo a oposição política e a dissidência. A corrupção e os abusos de direitos humanos ficaram impunes, perpetuando uma cultura de impunidade.
O escândalo Uranium Gate viu o regime de Tandja desviar fundos destinados ao desenvolvimento da indústria de urânio. O escândalo Petromiangate envolveu funcionários desviando fundos destinados à importação de combustível, levando a escassez generalizada e aumento de preços. O escândalo CFAO viu o regime de Tandja desviar fundos da empresa estatal CFAO, destinados ao desenvolvimento agrícola.
O escândalo Imouraren envolveu o regime de Tandja desviando fundos destinados ao desenvolvimento da mina de urânio de Imouraren. O regime de Tandja foi marcado por corrupção generalizada, nepotismo e abuso de poder, levando ao seu derrubada por um golpe militar em 2010. A corrupção e a impunidade do regime tiveram um impacto duradouro no cenário político e econômico do Níger.

### Golpe e instabilidade política (2009–2011)
O golpe militar que derrubou o presidente Tandja levou a um período de instabilidade política, durante o qual a corrupção continuou a prosperar.
A junta militar, liderada por Salou Djibo, e as elites políticas exploraram o caos político para benefício próprio. O desvio e a apropriação indevida de fundos públicos eram generalizados, com oficiais militares e líderes políticos saqueando os recursos do Estado. Nepotismo e clientelismo eram comuns, com membros da junta e elites políticas favorecendo familiares e amigos em negócios e nomeações governamentais.
O escândalo do urânio envolveu membros da junta desviando fundos destinados ao desenvolvimento do setor de urânio, desviando milhões de dólares. No escândalo do "Fuel gate", oficiais militares desviaram recursos destinados à importação de combustíveis, causando escassez generalizada e aumento de preços. No escândalo da ajuda alimentar, membros da junta desviaram alimentos da ajuda internacional para vender no mercado negro, agravando a fome e a pobreza. No escândalo da compra de armamentos, a junta desviou fundos destinados à aquisição de armas, deixando as forças armadas mal equipadas. A corrupção e impunidade da junta e das elites políticas agravaram a instabilidade política e econômica do Níger, perpetuando uma cultura de corrupção e minando o Estado de direito.

### Era atual (2011–presente)
Embora o presidente Mahamadou Issoufou tenha feito esforços para combater a corrupção, ela continua sendo um desafio significativo. Escândalos importantes de corrupção no Níger incluem o escândalo Uranium Gate, o escândalo Petromiangate, o escândalo Sonatrach e as acusações de corrupção relacionadas à mina de urânio de Imouraren.
Os esforços para combater a corrupção no Níger incluem a criação da Comissão Nacional de Luta contra a Corrupção, a adoção da Convenção das Nações Unidas contra a Corrupção e a implementação da Convenção da União Africana sobre Prevenção e Combate à Corrupção.
O governo do presidente Mahamadou Issoufou foi manchado por escândalos de corrupção, incluindo o escândalo Patrocinated em 2011, no qual funcionários desviaram fundos destinados à importação de combustível, causando escassez generalizada e aumento de preços.
Em 2012, associados próximos de Issoufou desviaram fundos destinados a uma empresa estatal de mineração, no escândalo conhecido como Sonichar. O escândalo do urânio do Níger em 2013 viu funcionários desviarem fundos destinados ao desenvolvimento do urânio, desviando milhões de dólares.
Em 2015, autoridades nigerinas desviaram fundos destinados a projetos de desenvolvimento, o que levou à suspensão do país do Banco Africano de Desenvolvimento. Mais recentemente, o escândalo dos fundos da COVID-19 em 2020 envolveu o desvio de recursos destinados ao enfrentamento da pandemia.

## Iniciativas anticorrupção
As iniciativas anticorrupção no Níger evoluíram ao longo dos anos, com diversos esforços voltados ao combate à corrupção e à promoção da transparência. A seguir, algumas iniciativas-chave:

### Primeiros anos (décadas de 1960–1980)
O primeiro presidente do Níger, Hamani Diori, criou a Comissão para a Repressão do Desvio e da Apropriação Indevida de Fundos Públicos.

### 1990–1999
O governo nigerino criou o Ministério da Justiça e dos Direitos Humanos, que incluía um departamento dedicado ao combate à corrupção.

### Anos 2000
O Níger adotou a Convenção das Nações Unidas contra a Corrupção (UNCAC) e criou a Comissão Nacional de Luta contra a Corrupção (CNLC).

### Anos 2010
A CNLC foi substituída pela Alta Autoridade para a Luta contra a Corrupção e a Recuperação de Bens (HALCIA), com mais poderes e independência.

### 2011
O presidente Mahamadou Issoufou lançou a iniciativa "Nigeriens Debout", voltada à promoção da boa governança e ao combate à corrupção.

### 2015
O Níger adotou a Convenção da União Africana sobre Prevenção e Combate à Corrupção.

### 2018
A HALCIA lançou a "Estratégia Nacional de Luta contra a Corrupção" (SNLC), um plano abrangente para combater a corrupção.

### 2020
O Níger criou o "Gabinete de Recuperação de Ativos" para administrar e recuperar bens roubados.

## Leis sobre lavagem de dinheiro
As leis de lavagem de dinheiro do Níger visam prevenir e combater a lavagem de dinheiro e o financiamento do terrorismo. O país promulgou várias leis e regulamentos para cumprir os padrões internacionais, incluindo a Lei de Prevenção e Repressão à Lavagem de Dinheiro e ao Financiamento do Terrorismo. Essa lei criminaliza a lavagem de dinheiro e o financiamento do terrorismo, exigindo que as instituições financeiras relatem transações suspeitas.
A Unidade de Inteligência Financeira (UIF) foi criada para receber e analisar esses relatórios, bem como investigar e processar casos de lavagem de dinheiro e financiamento do terrorismo. A UIF também colabora com unidades de inteligência financeira estrangeiras para rastrear e recuperar fundos ilícitos.
A Alta Autoridade de Luta contra a Corrupção e Recuperação de Ativos (HALCIA) é responsável por investigar e processar casos de corrupção, incluindo desvio de verbas, suborno e apropriação indevida de fundos públicos. A HALCIA também trabalha para recuperar ativos roubados e implementar sanções contra indivíduos e empresas considerados culpados de corrupção. A Comissão Nacional de Luta contra a Corrupção (CNLC) é uma agência separada que atua na prevenção da corrupção e na promoção da boa governança. A CNLC oferece treinamento e desenvolvimento de capacidades para funcionários públicos e trabalha para conscientizar sobre os perigos da corrupção.
O Ministério da Justiça e dos Direitos Humanos é responsável por processar casos de corrupção e lavagem de dinheiro, além de fornecer orientação jurídica para outras agências. O Ministério das Finanças atua na prevenção da lavagem de dinheiro e do financiamento do terrorismo por meio da implementação de regulamentos e supervisão das instituições financeiras.
As mudanças políticas no Níger tiveram um impacto significativo nos esforços do país contra a corrupção. A iniciativa "Nigeriens Debout" do presidente Mahamadou Issoufou visava promover a boa governança e combater a corrupção. A criação da HALCIA e da UIF demonstrou o compromisso do governo em combater a corrupção e a lavagem de dinheiro.
A adesão do Níger à Convenção da União Africana sobre Prevenção e Combate à Corrupção também demonstra o compromisso do país com a cooperação regional e internacional na luta contra a corrupção. A Estratégia Nacional de Combate à Corrupção fornece um plano para os esforços anticorrupção do país e inclui medidas para melhorar a transparência, a responsabilização e a participação pública.

## Mudança política
As mudanças políticas no Níger tiveram um impacto significativo no cenário da corrupção no país. A iniciativa "Nigeriens Debout" do presidente Mahamadou Issoufou visava promover a boa governança e combater a corrupção, mas críticos argumentam que foi mais retórica do que ação.
A criação da HALCIA e da UIF demonstrou um compromisso com o combate à corrupção, mas sua eficácia tem sido prejudicada pela falta de recursos e pela interferência política. As mudanças na liderança do governo levaram a alterações nos padrões de corrupção, com novos funcionários frequentemente acusados de desvio de verbas e nepotismo. A instabilidade política e os golpes de Estado criaram vácuos de poder, permitindo que a corrupção prosperasse. A pressão internacional e as sanções, como as sanções da UE em 2019 contra autoridades nigerinas, forçaram o governo a agir contra a corrupção, mas o progresso tem sido lento. A sociedade civil e a mídia aumentaram a fiscalização, expondo escândalos de corrupção e pressionando por responsabilização. No entanto, a vontade política de combater a corrupção continua inconsistente, com alguns líderes priorizando interesses pessoais em vez de reformas.

## Classificação internacional
No Índice de Percepção da Corrupção de 2024 da Transparency International, o Níger obteve uma pontuação de 34 em uma escala de 0 ("altamente corrupto") a 100 ("muito íntegro"). Quando classificado por pontuação, o Níger ficou em 107º lugar entre os 180 países do Índice, onde o país classificado em primeiro lugar é percebido como tendo o setor público mais honesto.
Para comparação com as pontuações regionais, a pontuação média entre os países da África Subsaariana  foi de 33. A melhor pontuação na África Subsaariana foi 72 e a pior foi 8.
Para comparação com as pontuações mundiais, a melhor foi 90 (1º lugar), a média foi 43, e a pior foi 8 (180º lugar).

## Mídia, sociedade civil e resistência
A mídia, a sociedade civil e a resistência no Níger têm desempenhado um papel crucial na exposição e combate à corrupção, apesar dos desafios e intimidações.

### Mídia
O jornalismo investigativo revelou escândalos de corrupção, como desvio de verbas e nepotismo, envolvendo altos funcionários. Meios de comunicação têm reportado sobre corrupção no setor de mineração, incluindo suborno e mineração ilegal. Jornalistas enfrentam assédio, prisão e intimidação por suas reportagens sobre corrupção.

### Sociedade Civil
Organizações como a Associação Nigerina para a Defesa dos Direitos Humanos (ANDDH) e a Coalizão Nigerina para o Combate à Corrupção (CNLC) têm sido incisivas em suas críticas à corrupção. Grupos da sociedade civil organizaram protestos e manifestações contra a corrupção e a impunidade. Também realizaram investigações e publicaram relatórios sobre corrupção em vários setores.

### Resistência
Denunciantes têm se apresentado para expor corrupção no governo e no setor privado. Ativistas anticorrupção enfrentam intimidação e assédio, mas continuam a pressionar por responsabilização. Movimentos online e campanhas nas redes sociais foram lançados para conscientizar sobre a corrupção e exigir ações do governo.

### Desafios
Mídia e sociedade civil enfrentam restrições e intimidações, incluindo leis que criminalizam a difamação e a denúncia. A corrupção é frequentemente usada para silenciar críticos, com subornos ou outras formas de corrupção para comprar seu silêncio. O governo tem sido lento em implementar reformas e tomar medidas contra a corrupção, apesar das promessas de fazê-lo.